# 임시류큐자순위원회

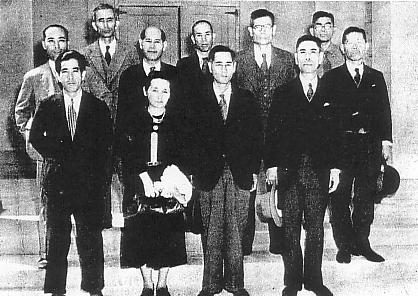
임시류큐자순위원회 위원

임시류큐자순위원회(오키나와어: 臨時琉球諮詢委員会 りんじりゅうきゅうしじゅんいいんかい, 영어: Interim Ryukyus Advisory Council)는 1950년 6월 25일에 설립되어 1951년 4월 1일에 해체될 때까지 류큐 열도 미국군정부의 자문을 담당한 자문기관이다. 전반적인 류큐 제도에서의 문제와 관련하여 자문을 담당하였으며, 류큐 임시중앙정부의 수립과 동시에 해체하였다.

## 위원
총 11명의 위원으로 구성되었는데, 오키나와 군도에서 6명, 아마미 군도에서 3명, 미야코 군도와 야에야마 군도에서 각각 1명씩 각 군도의 지사가 임명하였다.

### 위원장
| 번 | 대 | 이름                   | 초상 | 임기 시작  | 임기 종료      |
| -- | -- | ---------------------- | ---- | ---------- | -------------- |
| 1  | 1  | 히가 슈헤이 (比嘉秀平) |      | 1950년 6월 | 1951년 4월 1일 |

### 부위원장
| 번 | 대 | 이름                           | 초상 | 임기 시작  | 임기 종료      |
| -- | -- | ------------------------------ | ---- | ---------- | -------------- |
| 1  | 1  | 후나쿠시 나오타케 (冨名腰尚武) |      | 1950년 6월 | 1951년 4월 1일 |

## 같이 보기
- 류큐 열도 미국군정부